# Virginia Slims of Washington 1977
Il Virginia Slims of Washington 1977 è stato un torneo di tennis giocato sul cemento indoor. È stata la 6ª edizione del torneo, che fa parte del WTA Tour 1977. Si è giocato a Washington negli USA dal 3 al 9 gennaio 1977.

## Campionesse

### Singolare
Martina Navrátilová ha battuto in finale  Chris Evert con il punteggio di 6–2, 6–3

### Doppio
Martina Navrátilová /  Betty Stöve hanno battuto in finale  Kristien Kemmer /  Valerie Ziegenfuss con il punteggio di 7–5, 6–2